# 大鵬集團
大鵬油墨廠有限公司（港交所除牌當時1118.HK），是在1930年在上海成立，之後在1940年移去香港成立，主要業務生產油墨、控制操作等。
曾在1994年上市，也就是大鵬集團有限公司，成為首家香港生產油墨集團的上市公司，在上市時初，曾是4元高位。後來因發生財政問題，被商業家彭德忠收購，由高力集團有限公司取代上市。

## 外部連絡
- 大鵬油墨廠有限公司 （页面存档备份，存于）